# Gal Glivar
Gal Glivar (1 mei 2002) is een Sloveens wielrenner die anno 2025 rijdt bij Alpecin-Deceuninck. Zijn vader Srečko was amateurwielrenner in de jaren 80 en 90 en werd later ploegleider.

## Carrière
In 2019 werd Glivar voor de eerste maal kampioen tijdrijden van Slovenië bij de junioren. Hij was achttien seconden sneller dan Jan Gravban. Glivar prolongeerde zijn nationale titel in 2020, ditmaal met ruim een minuut verschil ten opzichte van Aljaž Colnar. Tussen 2021 en 2023 reed Glivar bij de Sloveense wielerploeg Adria Mobil. In 2023, zijn laatste jaar bij de ploeg, boekte hij zijn eerste belangrijke overwinningen bij de beloften. Hij won onder andere de eindklassementen in de Carpathian Couriers Race en de Orlen Nations Grand Prix. Zijn successen in het begin van 2023 zorgde voor een stagecontract bij UAE Team Emirates vanaf augustus. Hij reed toen onder andere nog de Ronde van Slovenië, de CRO Race en de Ronde van Turkije.
In 2024 maakte Glivar de overstap naar de de opleidingsploeg van UAE Team Emirates, UAE Team Emirates Gen Z. Namens deze ploeg won hij eind januari een etappe en het eindklassement in de Ronde van Sharjah. In het klassement bleef hij Miguel Heidemann 22 seconden voor. Namens de hoofdmacht van de ploeg nam hij in maart deel aan zowel Milaan-Turijn als de Internationale Wielerweek. Begin april zegevierde hij in de Ronde van Belvedere. Diezelfde week werd hij vijfde in de Trofeo Piva. In de Trofeo Città di San Vendemiano werd hij achtste. Een week later erindigde hij in Gent-Wevelgem voor beloften op de zevende plek.

## Overwinningen
2019
 Sloveens kampioen tijdrijden, junioren
2020
 Sloveens kampioen tijdrijden, junioren
2023
3e en 5e etappe Carpathian Couriers Race
Eind- en puntenklassement Carpathian Couriers Race
Eindklassement Orlen Nations Grand Prix
2024
3e etappe Ronde van Sharjah
Eind- en jongerenklassement Ronde van Sharjah
Ronde van Belvedere

## Resultaten in voornaamste wedstrijden
|      | \| Jaar \| Amstel Gold Race \| Luik-Bast.‑Luik \| Waalse Pijl \| \| ---- \| ---------------- \| --------------- \| ----------- \| \| 2025 \| 76e \| 126e \| 30e \| |                 |             |
| Jaar | Amstel Gold Race | Luik-Bast.‑Luik | Waalse Pijl |
| 2025 | 76e | 126e            | 30e         |

### Resultaten in kleinere rondes
| Jaar | Tour Down Under | Tirreno-Adriatico | Ronde van Catalonië |
| ---- | --------------- | ----------------- | ------------------- |
| 2025 | 27e             | 74e               | opgave              |

(*) tussen haakjes aantal individuele etappeoverwinningen

## Ploegen
- 2021 –  Adria Mobil
- 2023 –  Adria Mobil
- 2023 –  Adria Mobil
- 2023 –  UAE Team Emirates (stagiair vanaf 1 augustus)
- 2024 –  UAE Team Emirates Gen Z
- 2025 –  Alpecin-Deceuninck

Ackermann · Almeida · Ayuso · Bax · Bennett · Bjerg · Christen (vanaf 1/8) · Covi · Fisher-Black · Formolo · Gibbons · Groß · Großschartner · Hirschi · Hodeg · Laengen · Majka · McNulty · Molano · Novak · I. Oliveira · R. Oliveira · Pogačar · Polanc (tot 15/5) ·  Soler · Trentin · Ulissi · Vine · Vink · Wellens · Yates · Glivar (stagiair)
Bayer · Boven · Debruyne · Dehairs · Del Grosso · Dillier · Gaze · Ghys · Glivar · Gogl · Groves · Hermans · Hollmann · Janssens · Kielich · Meurisse · Philipsen · Planckaert · Plowright · Price-Pejtersen · Rickaert · Riesebeek · Uhlig · Van Den Bossche · van der Poel · Van Tricht · Vergallito · Vermeersch